# 小行星1328
小行星1328（1328 Devota）是一颗绕太阳运转的小行星，为主小行星带小行星。该小行星于1925年10月21日发现。
該小行星以阿根廷天文學家福圖納托·德沃托（Fortunato Devoto）命名。

## 轨道参数
小行星1328的轨道半长轴为3.4926947 UA，离心率为0.145。